# Edward Preble

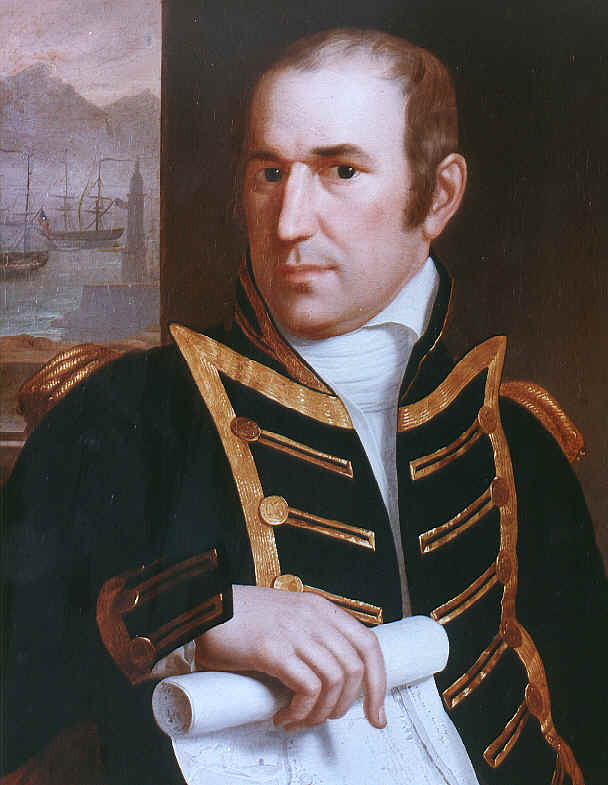
Commodore Edward Preble (1761-1807)

Edward Preble (Falmouth (Massachusetts) (tegenwoordig Portland (Maine), 15 augustus 1761 - Portland (Maine), 25 augustus 1807) was een marine-officier in de U.S. Navy. Hij vocht tegen de Britten en de Fransen tijdens de Quasi-Oorlog, en daarna in de Middellandse Zee tijdens de Eerste Barbarijse Oorlog. Hij voerde als commodore grondige wijzigingen door en reglementen in,  in de Amerikaanse Marine.

## Levensloop
Preble werd geboren in het oostelijk deel van Massachusetts, tegenwoordig deel van Maine. In 1779 werd hij benoemd in de Massachusetts State Navy, en kreeg hij de rang van officier op het 26 kanonnen tellende zeilschip "Protector".
Hij werd gevangengenomen door de Engelsen, toen zijn schip werd veroverd en vernield in 1781. Preble werd vastgehouden op het gevangenisschip "New Jersey". Na zijn vrijlating diende hij daarna op de "Winthorp" en nam hij deel aan het kapen van de Britse brik in Castine, Maine en zag kans het buitgemaakte schip de haven uit te varen.
Na 15 jaar van handelsverkeersdiensten op vrachtzeilschepen, volgde de Revolutionaire Oorlog en in april 1798 werd hij bevorderd tot 1e Luitenant in de Amerikaanse Marine. In januari 1799 had hij het commando van de 14 kanonnen tellende topzeiler-schoener Pickering, en nam hiermee deel, in de West-Indiës, aan het beschermen van de Amerikaanse handel aldaar, tijdens de Quasi-Oorlog met Frankrijk. Als gevolgmachtige kapitein nam hij op 7 juni 1799 het bevel over op de "Essex" in december en zeilde in januari 1800 naar de Stille Oceaan voor het uitvoeren van beschermende functies voor Amerikaanse handelsbelangen voor de Oost-Indische handelsbedrijven. 

### Tripoli
Preble kreeg daarna het bevel over het 3e Squadron, met de "Constitution" als zijn vlaggenschip, in 1803. Hij  zeilde naar de Middellandse Zee, naar de Barbarijse kust en in oktober kwam hij met een algemeen akkoord, met een verdrag met Marokko, en richtte een blokkade op nabij Tripoli, in de Eerste Barbarijse Oorlog. Stephen Decatur, Jr. William Bainbridge, Charles Stewart, Isaac Hull, Thomas MacDonough, James Lawrence en Davis Porter dienden onder zijn commando te Tripoli.
Preble was de bedenker van de indrukwekkende blokkade tegen de piraterij van Tripoli, maar de "Philadelphia" werd in brand geschoten en gehavend verhinderde het indrukwekkende oorlogsschip zodoende het neerslaan van de vijandelijke aanval en viel het in hun handen. De Tripolitaanse piraten trokken profijt van het gebruik van de "Philadelphia", zodat de ganse blokkade uiteindelijk werd verspeeld. De Tripolitaanse piraten vielen de Amerikaanse blokkadeschepen aan. Stephen Decatur en zijn jongere broer James Decatur waren betrokken in de werkelijke gevechtsoperatie.
Later in dat jaar werd James Decatur gedood in het gevecht, aan boord, door een van de aanvallende eskadervaartuigen. Na het nieuws van zijn broers dood liepen Stephen Decatur en Edward Preble verslagen over het dek van de "USS Constitution". Het verhaal vertelt dat de twee hoge officieren zich terugtrokken naar Prebles kapiteinshut. Decatur dronk menige heildronken voor elke gedode man in actie, in de Middellandse Zeeoorlog tegen Tripoli, met inbegrip van Stephen Decaturs broer.
Er werd geen disciplinaire actie ondernomen voor het zeggen en doen van dergelijke onwaardige uitlatingen van een meerdere officier, mogelijke getuigenverklaringen van de toenmalige vrijpostige reglementen in de Amerikaanse Marine, of misschien getuigenverklaringen van Prebles begrip voor Stephen Decaturs bedroefdheid. In ieder geval werd dit naderhand niet meer getolereerd, op iemands dood te klinken.

### Verandering bij de Amerikaanse Marine
Gedurende Prebles carrière hielp hij mede met het oprichten en onder zijn toezicht, van modernisering van de marinereglementen en voorschriften. Als een daadwerkelijke oprichter besprak hij de nieuwe reglementen en onderhield hij hoge disciplinaire eisen op na, op de schepen onder zijn commando. Ook dicteerde hij zijn voorschriften, dat zijn schepen moesten worden onderhouden, en in staat moesten blijven en klaar moesten zijn, voor onmiddellijke gevechtsacties, onder zijn bevel, ook als ze onder zeil voerden, gemeerd of voor anker lagen. Want sommige van de Amerikaanse marineofficieren in die tijd drongen deze disciplinaire reglementen en maatregelen niet door, en daar wilde Commodore Preble grondige veranderingen in brengen. Hij wilde de vele nederlagen tegen de Britten niet meer meemaken, want zij waren wél gedisciplineerd en nu wilde hij zeker geen gezichtsverlies lijden tegenover de Barbarijse piraten.
De officieren dienden onder hem tijdens zijn carrière, ook wanneer hij een van de meest invloedrijke functies in het Marine Departement verkreeg, en, tot zelfs na zijn dood, waren ze allen trots, dat ze de onofficiële titel aanmaten, zoals de Preble's Boy's. Commodore Edward Preble was, ondanks zijn strengheid, graag gezien bij de Marine.
Prebles Mediterrane tochten leidden tot de Amerikaanse weigering verder te onderhandelen. Menige Mediterrane landen, waaronder Tripoli, deden aan piraterij tegen Amerikaanse en Europese handelsschepen. Ze verdienden geldsommen door het afkopen van de gevangengenomen zeelieden en afname van schattingsbetalingen door preventieve piratenaanvallen. De afkoop bleek voor hen zeer winstgevend te zijn voor elke succesvolle betaling, door hun brutaliteit en vermetelheid van de piratenaanvallen. Daarbij veroverden ze de handelsschepen en hadden zodoende nog eens winst met het gekaapte schip en zijn lading.
In september 1804 verzocht Commodore Edward Preble ontheven te worden uit zijn functie, in verband met een langdurige ziekteperiode. Hij keerde terug naar de Verenigde Staten in februari 1805 en werd in dienst genomen in de "Light Duty" van scheepsbouwactiviteiten te Portland, Maine, waar hij twee jaar daarna stierf aan een kwalijke maagziekte in augustus 1807. Edward Preble was op het moment van zijn overlijden 46 jaar oud.

## Vernoemd naar Preble
- Verscheidene schepen van de United States Navy met de naam USS Preble
- Preble Hall in de United States Naval Academy
- Preble County in Ohio
- Preble te Spring Point in South Portland (Maine)
- Preble Street in Portland (Maine)
- Preble Township (Minnesota)
- Town of Preble, Cortland County (New York)
- Preble, een voormalig stadje in Wisconsin, nu deel van de city van Green Bay
- Preble High School in Green Bay (Wisconsin)
- USSPreble.org Congressional Gold Medal VictoryInTripoli.com